# مقبرة إيرو-كيه-بتاح

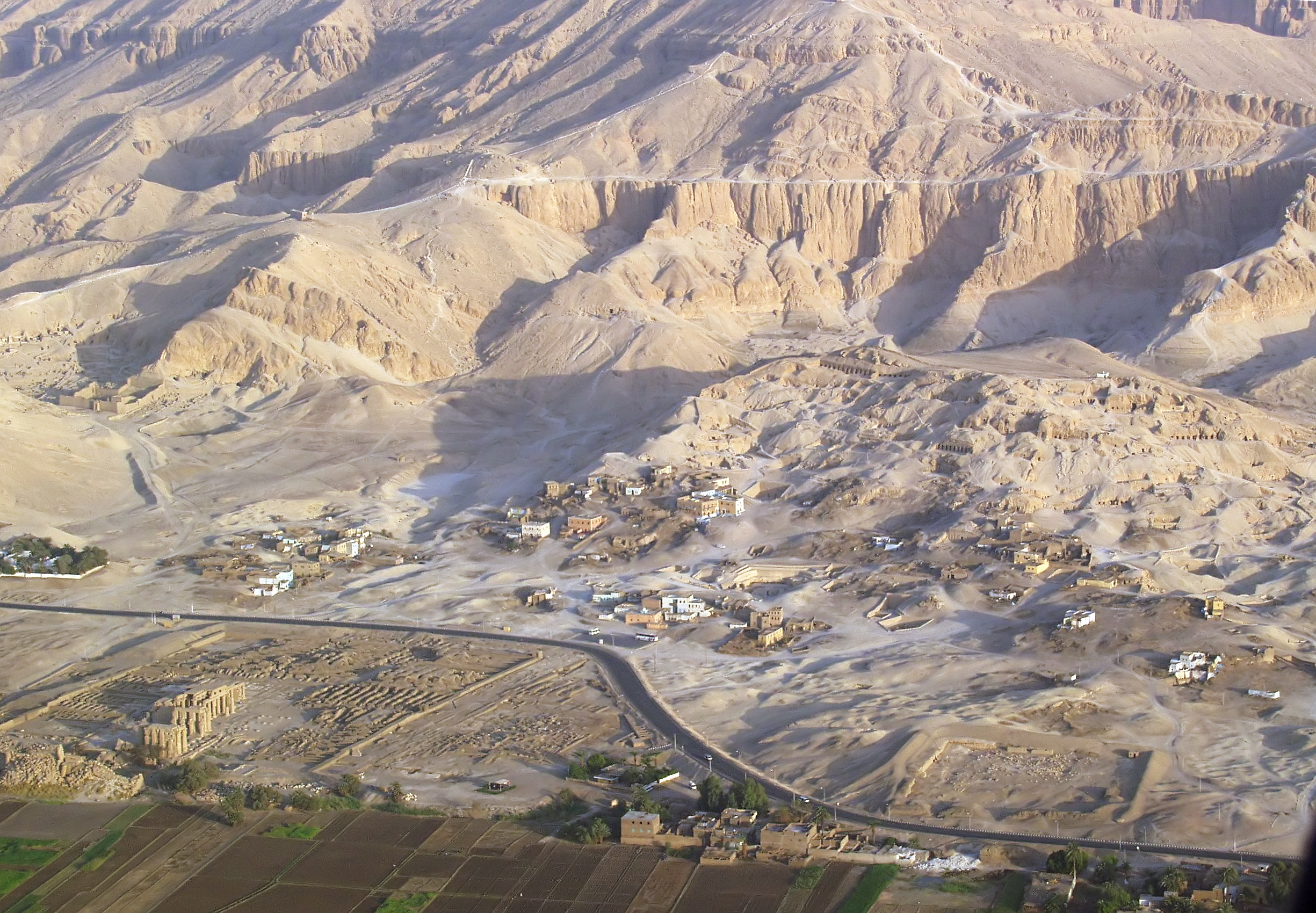
عرض جوي لمقابر النبلاء بالأقصر.

مقبرة إيرو-كيه-بتاح، كان رئيس السلخانات الملكية في الأسرة الخامسة الفرعونية. وتعرف هذه المقبرة عند أهالي سقارة باسم «مقبرة الجزار»  وهي أحد مقابر النبلاء المكتشفة في الأقصر.

## المقبرة
يتكون الجزء العلوي لمصطبته من قطعة واحدة مطولة نحتت في الصخرة الأم. وترجع شهرتها إلى الأعداد الكبيرة من التماثيل التي نحتت في الصخر، ولم يكن ذلك شائعاً؛ فهناك ثمانية تماثيل على الحائط الأيسر وأربعة على الحائط الأيمن. وتصور تماثيل الحائط الثمانية على اليسار صاحب المصطبة في مراحل عمره المختلفة؛ فأحياناً يظهر كشاب بشارب، وأحياناً أخرى يظهر كرجل عجوز بتجاعيد. ويصور أحد تماثيل الحائط الأيسر امرأة، ربما كانت زوجته؛ أو أنثى من أقربائه.
والنقوش الجداريه لهذه المقبرة (المصطبة) سيئة، ولا تقارن أبداً بنقوش المصاطب الأخرى من الأسرة الخامسة. وأهم نقوشها ذلك المنظر الذي يعلو تماثيل الحائط الأيسر، ويصور ذبح ثور ضخم؛ وما يعقب ذلك من عمليات سلخ للدابة أمام صاحب المصطبة والمناظر ذات ألوان زاهية. كما أن أشخاص النقش المنحوت، وكذلك الرموز الهيروغليفية، أكبر كثيراً من غيرها بالمقابر الأخرى. وربما يرجع ذلك إلى حقيقة أن إيرو-كيه-بتاح كان قد تقدم به العمر عندما بدأ في نحت مقبرته ولم يكن هناك بالتالي ما يكفي من الوقت لإكمال نقوش المقبرة. ويمكن القبول بهذه الفرضية لأن المقبرة غير مكتملة، وأن هناك رسم تخطيطي باللون الأسود على الحائط الأيسر. وقد ردمت خمسة آبار عند نهاية المصطبة، كانت تربط الجزء العلوي بالجزء السفلي.
وتعرف هذه المقبرة عند أهالي سقارة باسم «مقبرة الجزار»، بسبب العدد الكبير من التماثيل بها ومشهد الذبح الضخم. ولا تبتعد هذه التسمية كثيراً عن الواقع، في ضوء وضع إيرو-كيه-بتاح كرئيس للسلخانات الملكية.